# كاليكاساس
بلدية قلقاجج أو  كاليكاساس (بالإسبانية: Calicasas) هي بلدية تقع في مقاطعة غرناطة التابعة لمنطقة أندلوسيا جنوب إسبانيا.

## الديموغرافيا
بلغ عدد سكان بلدية كاليكاساس 581 نسمة عام 2011 (وفقاً للمعهد الوطني الإسباني للإحصاء).
| 624 | 599 | 567 | 568 | 575 | 564 | 581 |